# Brugse Almanakken

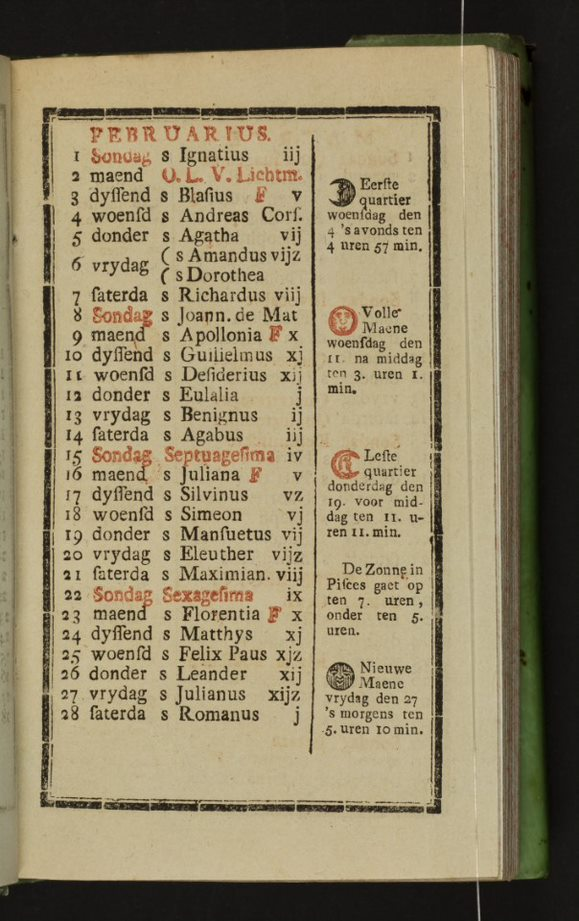
Jaarlijkse almanak van drukker Van Praet (Kuipersstraat 3), jaar 1778, ‘almanak voor het Brugse Vrije'. Bewaard in de Openbare Bibliotheek Brugge.

Brugse Almanakken waren tussen de 16e en 19e eeuw zeer populair en prominent in de streek rond Brugge. Sinds de late middeleeuwen werden in Brugge almanakken in allerlei vormen verspreid, gebruikt en ook gedrukt. 
Brugse prognosticaties of voorspellende almanakken gaan terug tot de incunabelentijd. In de 16e eeuw legden verschillende geneesheren in Brugge zich toe op het samenstellen van voorspellende almanakken. Hun werk ging richting Antwerpen, toen veruit het belangrijkste drukkerscentrum in de Nederlanden en centrum van de almanakkenproductie in het bijzonder. De productie kwam in de 17e eeuw terug naar Brugge, wellicht overtuigender dan dat de schaars overgebleven exemplaren toelaten te veronderstellen. De 18e eeuw was de bloeiperiode van de Brugse almanak, van de officiële kantooralmanak tot de volkse prognosticaties. Deze tendens zette zich in de 19e eeuw door. 

## Geschiedenis

### 16e en 17e eeuw
In de 16de eeuw bleven in Brugge voorspellende almanakken in brede kringen in gebruik. Wel is het wachten tot 1535 vooraleer er opnieuw prognosticaties in Brugge werden samengesteld, tot diep in de 17de eeuw vooraleer ze ook effectief in Brugge werden gedrukt. In 1535 was het Brugse geneesheer Cornelis Schuute die een voorspellende almanak samenstelde op de meridiaan van Brugge en het Brugse Vrije. Toch werd zijn voorspellende almanak niet in de eigen stad gedrukt, maar in Antwerpen bij onder andere Willem Vorsterman en Hendrik Peetersen van Middelburch.
Voor de productie van almanakken in Brugge is het wachten tot de tweede helft van de 17de eeuw. De oudst bewaarde planodrukken uit de 17de eeuw komen uit de werkplaatsen van de Brugse drukkers Joos vander Meulen (1678) en Pieter van Pee (1690). Het gaat om de Nieuwe Almanach, bewaard in respectievelijk het Bruggemuseum en het Brugse stadsarchief. Vander Meulen en Van Pee waren ook de achtereenvolgende drukker-uitgevers van de Oprechten Vlaemschen tijdtwijser, met veel volkse toepassingen en historische kronieken, en Den nieuwen Brugschen contoir almanach, voorloper van de klassieke 18de-eeuwse kantooralmanak. 

### Wildgroei in de 18e eeuw
De 18e eeuw was de eeuw van de almanak. Elke Brugse drukker die zichzelf respecteerde bracht jaarlijks een almanak uit. Dit zorgde voor een breed scala, van de officiële, stijve kantooralmanak tot volkse prognosticaties in zakformaat.  
De belangrijkste almanak die in 18e eeuw in Brugge het licht zag, was Den grooten (Brugschen) comptoiralmanach. Deze periodieke publicatie ontwikkelde zich vanaf 1728 tot een zakelijk handboek, bestemd voor de burgerij: kooplui, bestuurders, advocaten en ambtenaren. Ook de hogere kerkelijke en aristocratische kringen vonder er informatie op hun maat gesneden. Deze kantooralmanak was gegroeid uit Den Nieuwen Brugschen contoiralmanach die op het einde van de 17de en in het begin van de 18de eeuw werd uitgegeven door de Brugse drukker-uitgevers Pieter en Judocus van Pee (op de Burg) en Lucas vande Cappelle (in de Steenstraat). Den groten Brugschen comptoiralmanach zelf was het werk van achtereenvolgens Andries Wydts (Breidelstraat), Pieter de Sloovere (Predikherenstraat) en Joseph de Busscher (Predikherenstraat), drie belangrijke drukkershuizen in het 18de-eeuwse Brugge.

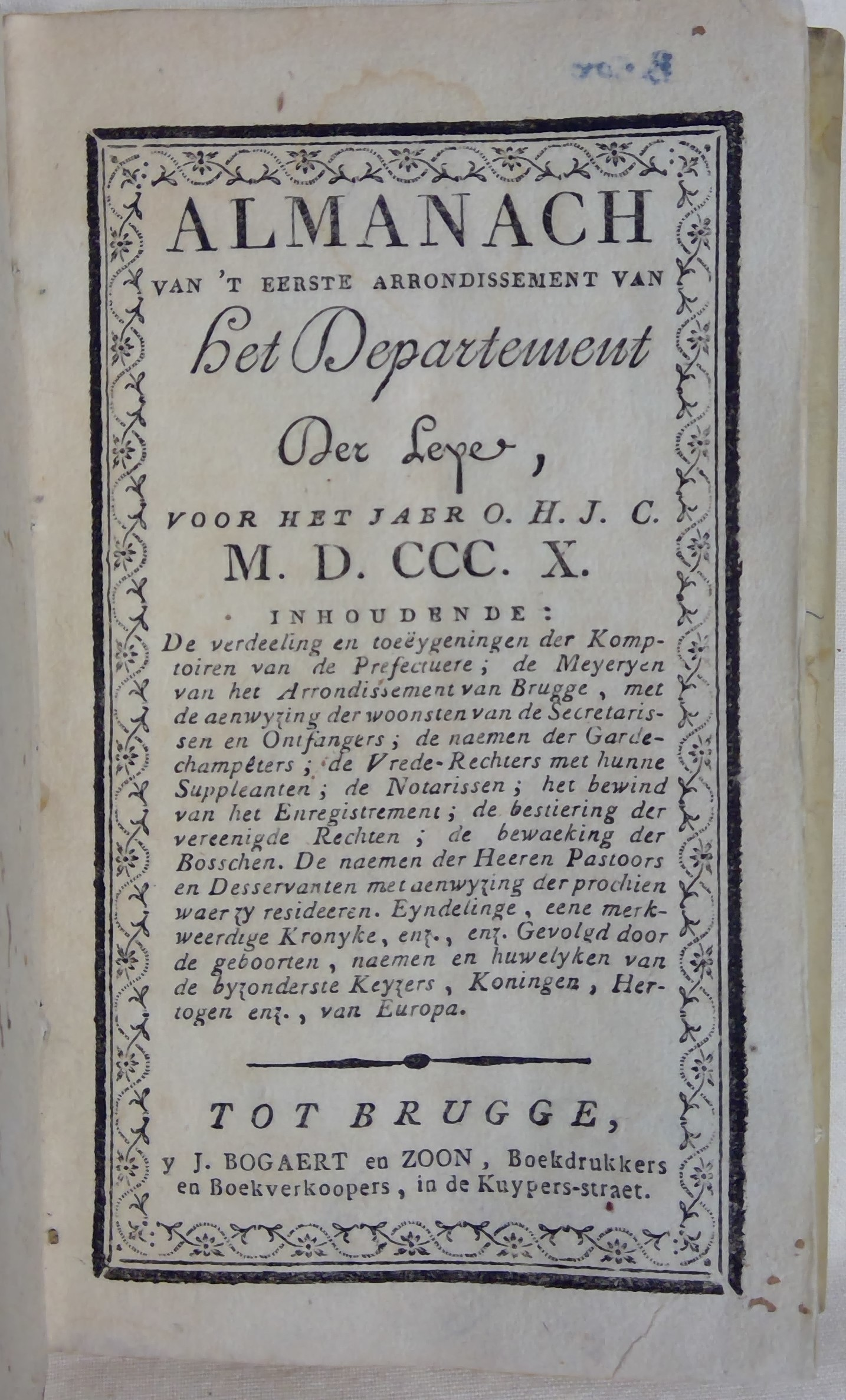
Titelpagina van een almanak uit Brugge, gemaakt in de Franse Tijd (1810) door uitgever Bogaert en Zoon. Bewaard in Openbare Bibliotheek Brugge.

### 19de eeuw
De officiële almanakken werden gestroomlijnd in de Franse tijd en leidden uiteindelijk tot twee concurrerende kantooralmanakken die in de 19e eeuw stand hielden. Opmerkelijk is dat ook de volkse, voorspellende almanakjes de revolutie overleefden en in de eerste helft van de 19e eeuw opnieuw grote bijval genoten. Het uitgevershuis De Moor in de Philipstockstraat eigende zich deze periode het grootste deel van de Brugse almanakkenmarkt toe en het was in beide segmenten aanwezig. De familie De Moor diende met hun almanak op te boksen tegen de familie Bogaert, een ander Brugs uitgevershuis dat zich generaties doorzette. 

## Collectie
De meest volledige collectie Brugse almanakken wordt vandaag bewaard in de Openbare Bibliotheek Brugge. Andere Brugse erfgoedinstellingen, met name het Stadarchief, het Rijksarchief en de Stedelijke Musea, beschikken eveneens over boeiende verzamelingen. Een bijzonder zeldzame collectie 16de-eeuwse Brugse almanakken bevindt zich in de Universiteitsbibliotheek Gent.

## Tentoonstelling
Over de Brugse almanakken werd een grote tentoonstelling georganiseerd in 2006 door de Openbare Bibliotheek Brugge. Elke dag wijzer liet zien hoe mensen omgingen met de natuurelementen, hoe de astrologie hun leven beheerste, welke liedjes en humor ze smaakten. Door het alledaagse karakter van de werken bieden ze een inkijk in het leven van de gewone man. Deze populaire boekjes slaagden er zelfs in volkswijsheid over te brengen bij een publiek dat vaak niet kon lezen. Almanakken vormden de lectuur van Jan en alleman. De tentoonstelling werd grotendeels beschreven in het gelijknamig boekje dat het product was van een samenwerking tussen Noël Geirnaert, Anja Gevaert, Pieter Mannaerts, Jeroen Salman en Ludo Vandamme (red.).